# Roger Dean
Roger Dean (nacido el 31 de agosto de 1944) es un diseñador, arquitecto, publicista e ilustrador inglés. Debe gran parte de su fama a su trabajo como diseñador de pósteres y portadas discos de rock progresivo y psicodélico de grupos como Yes, Asia, Uriah Heep, Greenslade, Osibisa, etc, que empezó a pintar a finales de la década de los 1960s. 
Sus ilustraciones suelen incluir nuevos mundos, arquitecturas imposibles, islas ingrávidas o flotantes con frondosos bosques y toda clase de paisajes exóticos y fantásticos. Se han vendido más de sesenta millones de copias de sus trabajos en todo el mundo

## Vida y obra
Dean nació en Ashford, Kent, pero pasó la mayor parte de su infancia mudándose de una parte del mundo a otra con su padre, que trabajaba en el Ejército Británico. La familia volvió a Inglaterra en 1959 donde cursó sus estudios en la Grammar school de Ashford. Más tarde ganó un Diploma Nacional de Diseño del Canterbury College of Art. En 1968, se graduó en el Royal College of Art en Londres donde fue alumno del Profesor David Pye. Realizó su tesis doctoral sobre «La psicología del entorno construido». Ha estado viviendo en Sussex Oriental desde 1972.

### Invención vs diseño
Al iniciarse en el área del diseño, prefería distinguir entre diseño (trabajar en modelos existentes), e invención (hacer algo completamente nuevo). Una de sus invenciones fue la «silla de erizo de mar». Era una silla de espuma de poliuretano, la cual, a pesar de parecer esférica, se moldearía a la forma del cuerpo del que se sienta, quien podría así obtener una posición sentada de ángulos variables. Más tarde se le pidió diseñar un «paisaje» de asientos similares para un club perteneciente a Ronnie Scott. Su silla diseño retreat pod se incluyó en el rodaje de La Naranja Mecánica.

### Portadas de discos
Su primer trabajo fue en 1968 para The Gun. Además del trabajo artístico para el álbum In Hearing of... de Atomic Rooster. La carátula de este álbum ya daba una idea del inimitable estilo por el que más tarde se haría famoso. En el mismo año Dean creó la portada para el primer álbum de la banda africano-caribeña Osibisa, en la que aparece un híbrido entre insecto y elefante. Esto se parecía mucho más al arte de Dean al que estamos acostumbrados y llamó mucho la atención. Más tarde ese año, empezó a trabajar con las bandas de rock progresivo Yes (y Asia) por las que se hizo más conocido. Su primer diseño para el grupo fue para su álbum Fragile. Dean diseñó el ahora clásico logo de Yes, que apareció por primera vez en el álbum Close to the Edge. Su vínculo con el legendario grupo continua hasta la actualidad siendo su trabajo más reciente la portada del álbum de 2023 "Mirror To The Sky". El guitarrista de Yes Steve Howe dijo: «Hay un vínculo muy estrecho entre nuestro sonido y el arte de Roger.» Además de las portadas de sus discos, Dean también contribuyó junto con su hermano Martyn Dean a diseñar la puesta en escena de la banda. 
Conocido primordialmente por los lugares de ensueño y de otros mundos que ha creado para Yes, Budgie, Uriah Heep, Gentle Giant y otras bandas, Dean ha declarado «Realmente no me considero un artista de fantasía, sino un pintor de paisajes.» Sus paisajes característicos muestran encantadores arcos de piedra o islas flotantes, mientras muchas pinturas muestran habitantes de apariencia orgánica (como los que aparecen en la portada de Anderson Bruford Wakeman Howe). Aunque sus primeros trabajos están realizados con acuarelas, en muchos de sus trabajos artísticos se usan diversos medios, incluyendo las aguadas, tinta, esmalte, pinturas de cera y collage. Además de sus pinturas para carátulas, Dean es muy respetado por su trabajo caligráfico, diseñando logos y títulos para acompañar a sus dibujos.

### Diseño para videojuegos
Comenzando en 1985 con la compañía de software Psygnosis, Dean ha sido el encargado de diseñar portada de varios videojuegos, incluyendo Shadow of the Beast, Tetris Worlds y también de rediseñar el logo de Tetris.

### Publicaciones
Se han publicado tres recopilaciones de sus trabajos, incluyendo Vistas (1975), Tormenta Magnética (1984) y El Sueño del Dragón (2008). Además, su trabajo arquitectónico y mobiliario han sido exhibidos en el Museo de Victoria y Alberto y en el Royal Academy.

### Caso legal contra James Cameron
En junio de 2013, Dean emprendió acciones legales en Nueva York contra el director de cine canadiense James Cameron. Dean acusó a Cameron por la "copia deliberada, diseminación y explotación" de sus imágenes originales refiriéndose a la película de Cameron Avatar de 2009. Dean demandó daños por 50 millones de dólares.

## Carátulas para música y videojuegos

### Música
| Año  | Artista                         | Álbum                                                          |
| ---- | ------------------------------- | -------------------------------------------------------------- |
| 1968 | The Gun                         | Gun                                                            |
| 1969 | Earth and Fire                  | Earth and Fire                                                 |
| 1970 | Nucleus                         | Elastic Rock                                                   |
| 1970 | Lighthouse                      | One Fine Morning                                               |
| 1970 | Dr. Strangely Strange           | Heavy Petting                                                  |
| 1970 | Clear Blue Sky                  | Clear Blue Sky                                                 |
| 1971 | Midnight Sun                    | Midnight Sun                                                   |
| 1971 | Osibisa                         | Osibisa                                                        |
| 1971 | Keith Tippett                   | Dedicated to You but You Weren’t Listening                     |
| 1971 | Ramases                         | Space Hymns                                                    |
| 1971 | Mike Absalom                    | Mike Absalom                                                   |
| 1971 | Billy Cox                       | Nitro Function                                                 |
| 1971 | Osibisa                         | Woyaya                                                         |
| 1971 | Pete Dello                      | Into Your Ears                                                 |
| 1971 | Yes                             | Fragile                                                        |
| 1971 | Atomic Rooster                  | In Hearing of Atomic Rooster                                   |
| 1972 | John Dummer Band                | Blue                                                           |
| 1972 | Gracious!                       | This Is...Gracious!!                                           |
| 1972 | Yes                             | Close to the Edge                                              |
| 1972 | Uriah Heep                      | Demons and Wizards                                             |
| 1972 | Gentle Giant                    | Octopus                                                        |
| 1972 | Babe Ruth                       | First Base                                                     |
| 1972 | Budgie                          | Squawk                                                         |
| 1972 | Midnight Sun                    | Walking Circles                                                |
| 1972 | Third Ear Band                  | Music from Macbeth                                             |
| 1972 | Uriah Heep                      | The Magician's Birthday                                        |
| 1972 | Paladin                         | Charge!                                                        |
| 1972 | Various                         | Motown Chartbusters Vol. Six                                   |
| 1973 | Greenslade                      | Greenslade                                                     |
| 1973 | Magna Carta                     | Lord of the Ages                                               |
| 1973 | Yes                             | Yessongs                                                       |
| 1973 | Budgie                          | Never Turn Your Back on a Friend                               |
| 1973 | Yes                             | Tales from Topographic Oceans                                  |
| 1973 | McKendree Spring                | Spring Suite                                                   |
| 1973 | Del Richardson                  | Pieces Of A Jigsaw                                             |
| 1973 | Badger                          | One Live Badger                                                |
| 1973 | Greenslade                      | Bedside Manners Are Extra                                      |
| 1973 | Snafu                           | SNAFU                                                          |
| 1974 | Gravy Train                     | Staircase to the Day                                           |
| 1974 | Yes                             | Relayer                                                        |
| 1974 | Yes                             | Yesterdays                                                     |
| 1975 | Steve Howe                      | Beginnings                                                     |
| 1976 | DaveGreenslade                  | Cactus Choir                                                   |
| 1977 | John Lodge                      | Natural Avenue                                                 |
| 1979 | Steve Howe                      | The Steve Howe Album                                           |
| 1980 | Yes                             | Drama                                                          |
| 1980 | Yes                             | Yesshows                                                       |
| 1981 | Yes                             | Classic Yes                                                    |
| 1982 | Asia                            | Asia                                                           |
| 1983 | Asia                            | Alpha                                                          |
| 1983 | Barry Devlin                    | Breaking Starcodes                                             |
| 1984 | Nightwing                       | My Kingdom Come                                                |
| 1985 | Asia                            | Astra                                                          |
| 1989 | It Bites                        | Eat Me in St. Louis                                            |
| 1989 | Anderson Bruford Wakeman Howe   | Anderson Bruford Wakeman Howe                                  |
| 1990 | Asia                            | Then & Now                                                     |
| 1991 | Yes                             | Union                                                          |
| 1991 | Steve Howe                      | Turbulence                                                     |
| 1991 | Yes                             | Yesyears                                                       |
| 1992 | Yes                             | Yesstory                                                       |
| 1993 | Anderson Bruford Wakeman Howe   | An Evening of Yes Music Plus                                   |
| 1993 |                                 | Symphonic Music of Yes                                         |
| 1993 | Rick Wakeman                    | Rick Wakeman’s Greatest Hits                                   |
| 1994 | Steve Howe                      | Not Necessarily Acoustic                                       |
| 1994 | Asia                            | Aria                                                           |
| 1995 | Uriah Heep                      | Sea of Light                                                   |
| 1995 | (Varios artistas)               | Tales from Yesterday                                           |
| 1996 | (Varios artistas)               | Supernatural Fairy Tales: The Progressive Rock Era             |
| 1996 | Yes                             | Keys to Ascension                                              |
| 1996 | Budgie                          | An Ecstasy of Fumbling - The Definitive Anthology              |
| 1997 | Orquesta Filarmónica de Londres | Us and Them: Symphonic Pink Floyd                              |
| 1997 | Space Needle                    | The Moray Eels Eat The Space Needle                            |
| 1997 | Yes                             | Keys to Ascension 2                                            |
| 1997 | Yes                             | Open Your Eyes                                                 |
| 1997 | Orquesta Filarmónica de Londres | Symphonic Rock: American Classics                              |
| 1997 | Orquesta Filarmónica de Londres | Symphonic Rock: The British Invasion, Vol. 1                   |
| 1998 | Orquesta Filarmónica de Londres | Symphonic Rock: The British Invasion, Vol. 2                   |
| 1998 | Ad Infinitum                    | Ad Infinitum                                                   |
| 1998 | (Varios artistas)               | Yes, Friends and Relatives                                     |
| 1998 | Yes                             | Keys to Ascension Volumes 1 and 2                              |
| 1999 | Yes                             | The Ladder                                                     |
| 1999 | Rick Wakeman                    | Return to the Centre of the Earth                              |
| 2000 | (Varios artistas)               | Yes, Friends and Relatives Volume 2                            |
| 2000 | Yes                             | House of Yes: Live from House of Blues                         |
| 2001 | Uriah Heep                      | Acoustically Driven                                            |
| 2001 | Yes                             | Keystudio                                                      |
| 2001 | Uriah Heep                      | Remasters: The Official Anthology                              |
| 2001 | Atomic Rooster                  | Resurrection                                                   |
| 2001 | Asia                            | Aura                                                           |
| 2002 | Yes                             | In a Word: Yes (1969–)                                         |
| 2002 | Vermilion                       | Flattening Mountains and Creating Empires                      |
| 2003 | Birdsongs of the Mesozoic       | The Iridium Controversy                                        |
| 2003 | Steve Howe                      | Elements                                                       |
| 2004 | Yes                             | The Ultimate Yes: 35th Anniversary Collection                  |
| 2005 | Glass Hammer                    | The Inconsolable Secret                                        |
| 2005 | Yes                             | The Word Is Live                                               |
| 2006 | Alan White (baterista de Yes)   | White                                                          |
| 2008 | Asia                            | Phoenix                                                        |
| 2010 | Asia                            | Omega                                                          |
| 2010 | (Varios artistas)               | Wondrous Stories – A Complete Introduction To Progressive Rock |
| 2010 | (Varios artistas)               | Wondrous Stories – 34 Artist That Shaped The Prog Rock Era     |
| 2011 | Yes                             | Fly from Here                                                  |
| 2011 | Ben Craven                      | Great & Terrible Potions                                       |
| 2011 | Yes                             | In the Present - Live from Lyon                                |
| 2012 | Asia                            | XXX                                                            |
| 2012 | Focus                           | Focus X                                                        |

### Videojuegos
- 1986 Brataccas, Mindscape/Psygnosis
- 1987 Barbarian, Psygnosis
- 1987 Terrorpods, Psygnosis
- 1988 Chrono Quest, Psygnosis
- 1988 Obliterator, Psygnosis
- 1989 Shadow of the Beast, Psygnosis/Ubisoft Reflections
- 1989 Stryx, Psyclapse
- 1990 Infestation, Psygnosis
- 1990 Shadow of the Beast II, Psygnosis/Reflections
- 1991 Amnios, Psygnosis
- 1992 Agony, Psygnosis
- 1992 Faceball 2000, Bullet-Proof Software
- 2001 Tetris Worlds, THQ
- 2007 Tetris Splash, Tetris Online, Inc.